# Alterammina
Alterammina es un género de foraminífero bentónico de la subfamilia Trochamminellinae, de la familia Trochamminidae, de la superfamilia Trochamminoidea, del suborden Trochamminina, y del orden Trochamminida. Su especie tipo es Trochammina alternans. Su rango cronoestratigráfico abarca el Holoceno.

## Discusión
Clasificaciones previas incluían Alterammina en el suborden Textulariina del orden Textulariida. Otras clasificaciones lo han incluido en el orden Lituolida.

## Clasificación
Alterammina incluye a las siguientes especies:
- Alterammina alternans